# Vincent Hognon
Vincent Hognon, né le 16 août 1974 à Nancy, est un footballeur français jouant au poste de défenseur central dans les années 1990 et 2000, reconverti entraîneur..
Il commence sa carrière dans sa ville natale, à l'AS Nancy-Lorraine, en 1993 et reste au club jusqu'en 2002. A cette date, après plus de 220 matches avec Nancy, il s'engage en faveur de l'AS Saint-Étienne, alors en deuxième division. Il participe à la remontée des Verts en 2004, puis signe à l'OGC Nice en 2007, avant d'annoncer sa retraite sportive en 2009.
Il entame sa reconversion en 2013 en devenant l'entraineur adjoint de son club formateur, l'AS Nancy. Il occupe ce poste jusqu'à la saison 2017-2018 où il occupe la fonction d'entraineur principal. Il retrouve dans la foulée un rôle d'adjoint au FC Metz avant de là aussi devenir l'entraineur principal, cette fois jusqu'en 2020. Son passage à Metz est marqué par le titre de champion de Ligue 2 obtenu en 2019.
En 2021 il tente une expérience peu concluante dans le club luxembourgeois du FC Swift, où il est démis de ses fonctions après 8 rencontres dirigées.
En décembre 2021, il est nommé entraîneur du Grenoble Foot 38. Démis de ses fonctions en Mars 2024 après une série de 5 défaites, il rejoint le 16 Décembre le Valenciennes FC en tant qu'entraîneur principal.

## Biographie

### Carrière de joueur

#### Passage à l'AS Saint-Étienne (2002-2007)
Vincent Hognon rejoint l'AS Saint-Étienne en 2002, après avoir été sollicité par l'entraineur des Verts Frédéric Antonetti, qui cherchait un leader pour sa défense. Le club évolue alors en Ligue 2.
Grâce à sa régularité il s'impose comme un élément fort de l'équipe et reste un titulaire indiscutable après la remontée en Ligue 1 de 2004.

#### Fin à l'OGC Nice (2007-2009)
En 2007, il décide de quitter l'ASSE à la suite du départ de plusieurs cadres de la remontée en Ligue 1 et s'engage en faveur de l'OGC Nice. Il y retrouve l'entraineur Frédéric Antonetti et son ancien coéquipier stéphanois David Hellebuyck.
Ses performances avec les Aiglons sont satisfaisantes mais une blessure lui fait perdre sa place de titulaire. Il prend sa retraite sportive en 2009, à la fin de son contrat de 2 saisons.

### Carrière d'entraîneur

#### Débuts en tant qu'entraîneur (2010-2017)
Vincent Hognon commence sa carrière d'entraineur en prenant la tête de l'équipe des moins de 19 ans de l'AS Nancy-Lorraine en 2010.
En 2013, il devient entraîneur-adjoint de l'équipe professionnelle l'AS Nancy-Lorraine aux côtés de Patrick Gabriel, à la suite du départ de Jean Fernandez.

#### AS Nancy (2017-2018)
Le 30 août 2017, alors que Nancy est seizième de Ligue 2 après cinq journées de championnat (trois nuls, deux défaites), il est nommé entraîneur principal, à la suite du limogeage de Pablo Correa,.
Il quitte l’ASNL en 2018.

#### FC Metz (2018-2020)
Il est nommé en 2018 entraîneur adjoint du FC Metz aux côtés de Frédéric Antonetti, qu'il a déjà côtoyé dans 2 clubs,.
En décembre de la même année, il devient entraîneur principal à la suite du retrait d'Antonetti. Ce dernier souhaite en effet se mettre à l'écart du football pour rester au chevet de son épouse atteinte d'un cancer.
La saison 2018-2019 est marqué par la montée en Ligue 1 du FC Metz. La saison suivante, alors que le championnat est interrompu par la pandémie de Covid-19, les Grenats de Vincent Hognon se maintiennent en Ligue 1 à une place honorable (15e au bout de 28 journées).
Le 12 octobre 2020, à la suite du retour de Frédéric Antonetti au poste d'entraîneur du club lorrain, il décide de quitter le FC Metz après une première partie de saison pourtant satisfaisante. Il refuse alors le poste d'entraîneur-adjoint mais indique qu'il n'y a aucune tension entre le club et lui, et que cette décision lui permet de rester libre dans ses choix.

#### FC Swift (2021)
Le 23 juin 2021, le club luxembourgeois du FC Swift Hesperange (3ème du dernier championnat) annonce l'arrivée de Vincent Hognon comme entraineur de l'équipe première, en succession de Pascal Crazaniga.
Il est démis de ses fonctions en septembre de la même année, après 3 victoires en 8 rencontres toutes compétitions confondues,.

#### Grenoble Foot 38 (2021-2024)
Le 29 décembre 2021, il est nommé entraîneur du Grenoble Foot 38 jusqu'en juin 2023. Il parvient à maintenir le club en Ligue 2 au terme de la saison. Son équipe réalise un excellent premier tiers de championnat 2022-2023, prenant un temps place sur le podium, 3e après 15 journées. Grâce à ces bons résultats, son contrat est prolongé jusqu'en 2025. Malgré une encourageante première partie de saison 2023-2024 au terme de laquelle le GF38 se classe 3e de Ligue 2 avant la trêve hivernale, le début d'année 2024 se révèle plus délicat. Sur 27 points possibles, l'équipe n'en récolte que 6 et enchaîne notamment une série de cinq défaites d'affilée entre la 24e et la 28e journée. Celle face au stade lavallois (28e journée, 0-2) lui est fatale, il est logiquement demis de ses fonctions le 13 mars 2024, après avoir fait couler le Grenoble Foot 38.

#### Valenciennes FC (2024-2025)
Il rejoint le Valenciennes FC le 16 décembre 2024 en tant qu'entraîneur principal, à la suite de la mise à pied de l'ancien entraîneur Ahmed Kantari. Il quitte le club au terme de la saison 2024-2025.

#### FC Sochaux-Montbéliard (2025-)
Il rejoint le FC Sochaux-Montbéliard le 21 mai 2025 en tant qu'entraîneur principal, prenant la place de Frédéric Bompard pour la saison 2025-2026.

## Statistiques
| Saison                | Club                  | Championnat           | Championnat | Championnat | Coupe nationale | Coupe nationale | Coupe de la Ligue | Coupe de la Ligue | Compétition(s) continentale(s) | Compétition(s) continentale(s) | Compétition(s) continentale(s) | Total | Total |
| Saison                | Club                  | Division              | M.          | B.          | M.              | B.              | M.                | B.                | Comp.                          | M.                             | B.                             | M.    | B.    |
| 1993-1994             | AS Nancy-Lorraine     | D2                    | 3           | 0           | -               | -               | -                 | -                 | -                              | -                              | -                              | 3     | 0     |
| 1994-1995             | AS Nancy-Lorraine     | D2                    | 2           | 0           | -               | -               | 1                 | 0                 | -                              | -                              | -                              | 3     | 0     |
| 1995-1996             | AS Nancy-Lorraine     | D2                    | 38          | 0           | 2               | 0               | 1                 | 0                 | -                              | -                              | -                              | 41    | 0     |
| 1996-1997             | AS Nancy-Lorraine     | D1                    | 27          | 0           | -               | -               | 1                 | 0                 | -                              | -                              | -                              | 28    | 0     |
| 1997-1998             | AS Nancy-Lorraine     | D2                    | 40          | 3           | 3               | 0               | 3                 | 0                 | -                              | -                              | -                              | 46    | 3     |
| 1998-1999             | AS Nancy-Lorraine     | D1                    | 20          | 0           | 1               | 0               | 1                 | 0                 | -                              | -                              | -                              | 22    | 0     |
| 1999-2000             | AS Nancy-Lorraine     | D1                    | 6           | 0           | 1               | 0               | 2                 | 0                 | -                              | -                              | -                              | 9     | 0     |
| 2000-2001             | AS Nancy-Lorraine     | D2                    | 32          | 3           | -               | -               | 3                 | 0                 | -                              | -                              | -                              | 35    | 3     |
| 2001-2002             | AS Nancy-Lorraine     | D2                    | 34          | 3           | 4               | 0               | 2                 | 0                 | -                              | -                              | -                              | 40    | 3     |
| Sous-total            | Sous-total            | Sous-total            | 202         | 9           | 11              | 0               | 14                | 0                 | -                              | -                              | -                              | 227   | 9     |
| 2002-2003             | AS Saint-Étienne      | Ligue 2               | 31          | 3           | 1               | 1               | 4                 | 1                 | -                              | -                              | -                              | 36    | 5     |
| 2003-2004             | AS Saint-Étienne      | Ligue 2               | 29          | 5           | 1               | 0               | 4                 | 0                 | -                              | -                              | -                              | 34    | 5     |
| 2004-2005             | AS Saint-Étienne      | Ligue 1               | 35          | 2           | -               | -               | 3                 | 0                 | -                              | -                              | -                              | 38    | 2     |
| 2005-2006             | AS Saint-Étienne      | Ligue 1               | 30          | 3           | 1               | 0               | -                 | -                 | CI                             | 4                              | 0                              | 35    | 3     |
| 2006-2007             | AS Saint-Étienne      | Ligue 1               | 34          | 3           | 1               | 0               | -                 | -                 | -                              | -                              | -                              | 35    | 3     |
| Sous-total            | Sous-total            | Sous-total            | 159         | 16          | 4               | 1               | 11                | 1                 | -                              | 4                              | 0                              | 178   | 18    |
| 2007-2008             | OGC Nice              | Ligue 1               | 17          | 2           | -               | -               | 1                 | 0                 | -                              | -                              | -                              | 18    | 2     |
| 2008-2009             | OGC Nice              | Ligue 1               | 17          | 1           | 2               | 0               | 2                 | 0                 | -                              | -                              | -                              | 21    | 1     |
| Sous-total            | Sous-total            | Sous-total            | 34          | 3           | 2               | 0               | 3                 | 0                 | -                              | -                              | -                              | 39    | 3     |
| Total sur la carrière | Total sur la carrière | Total sur la carrière | 395         | 28          | 17              | 1               | 28                | 1                 | -                              | 4                              | 0                              | 444   | 30    |

- 1er Match en Division 1 : Nancy - Cannes (1-2), le 10 août 1996
- 186 matchs et 11 buts en Ligue 1
- 209 matchs et 17 buts en Ligue 2
- 4 matchs en Coupe Intertoto

## Palmarès

### En tant que joueur
- Champion de Division 2 en 1998 avec l'AS Nancy-Lorraine
- Champion de Ligue 2 en 2004 avec l'AS Saint-Étienne

### En tant qu'entraîneur
- Champion de Ligue 2 en 2019 avec le FC Metz